# Lucy Ayoub

Ayoub em 2018

Lucy Ayoub (Haifa, 21 de junho de 1992) é uma apresentadora de televisão israelense, poetisa e apresentadora de rádio da IPBC (Kan). Ayoub co-organizou o Festival Eurovisão da Canção 2019 ao lado de Assi Azar, Bar Refaeli e Erez Tal.

## Primeiros anos
Ayoub nasceu em Haifa, Israel. Ela é filha de pai árabe-cristão e mãe judia Ashkenazi que se converteu ao cristianismo após o casamento. Ayoub tem um irmão e três irmãs. Sua avó paterna era filha de refugiados palestinos que fugiram para o Líbano durante a Guerra Árabe-Israelense de 1948, deixando-a em um convento em Israel, e mais tarde foi adotada por uma próspera mulher árabe-cristã chamada Lucy Khayat. Seus avós maternos eram sobreviventes do Holocausto: seu avô materno tinha estado em um campo de concentração nazista, enquanto sua avó materna da Romênia sobreviveu entre os guerrilheiros quando criança.  Ayoub celebra os feriados cristão e judaico com diferentes partes de sua família, sendo pessoalmente ateísta, dizendo "Eu sou ateu e não significa nada para mim que fui batizado [na igreja]". Ela frequentou uma escola católica carmelita em Haifa.
Ayoub alistou-se como soldado nas Forças de Defesa de Israel, servindo por 2 anos como instrutor de simulador de voo na Força Aérea de Israel.

## Carreira

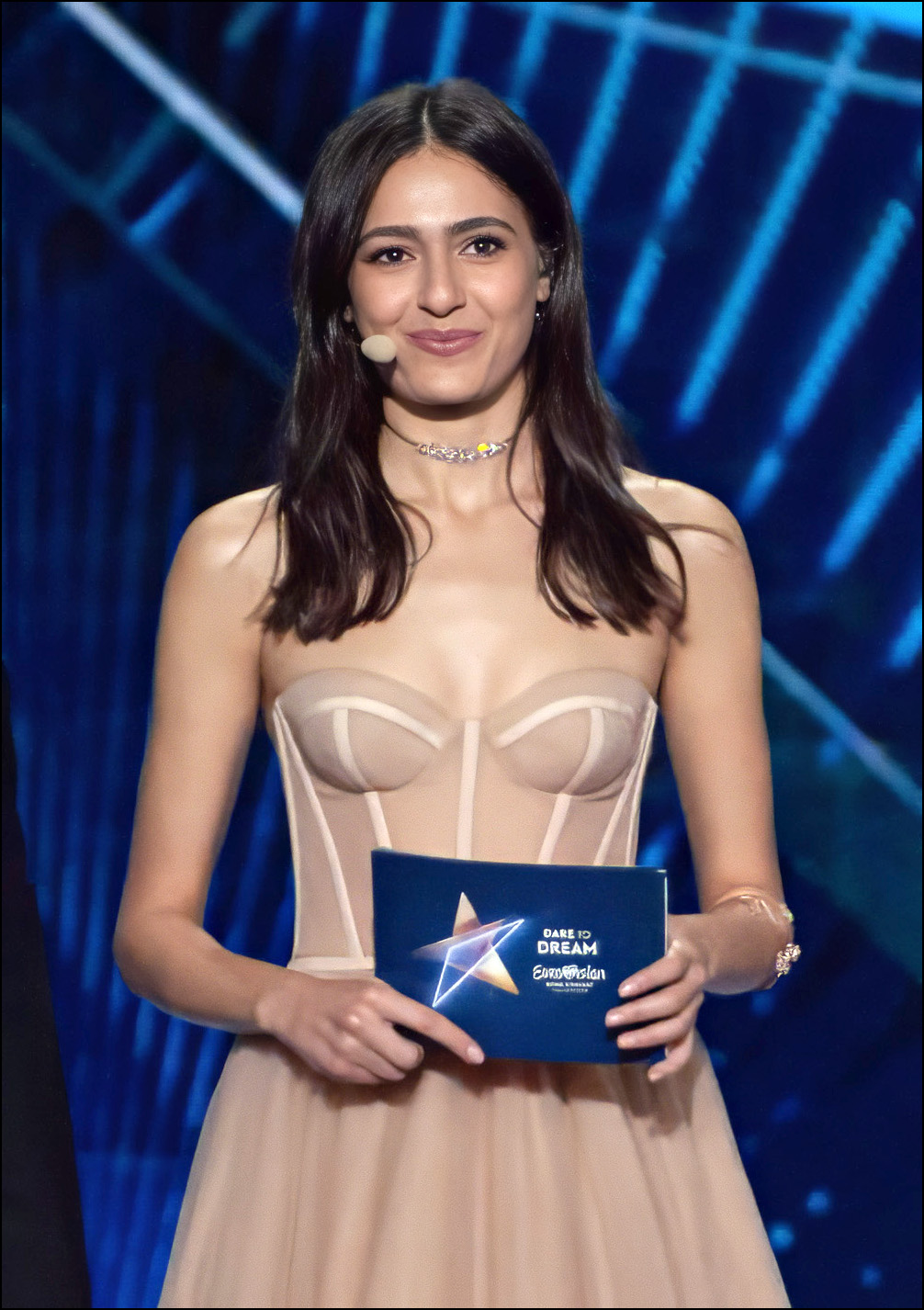
Ayoub apresenta o Festival Eurovisão da Canção 2019 em Tel Aviv

Ayoub foi porta-voz de Israel no Festival Eurovisão da Canção 2018, o que causou uma reação na mídia devido à resposta da ministra israelense da Cultura e do Esporte, Miri Regev, que protestou contra o fato de Ayoub ter falado em árabe durante a transmissão ao vivo e não mencionou Jerusalém de forma alguma.
Ayoub apresentou o Green Room (backstage dos artistas) do Festival Eurovisão da Canção 2019 em Israel ao lado de Assi Azar, enquanto Erez Tal e Bar Refaeli apresentaram o evento principal. Em 28 de janeiro, Ayoub e Azar apresentaram o sorteio de alocação semifinal do concurso no Museu de Arte de Tel Aviv.

## Vida pessoal
Em 2017, ela residia em Tel Aviv com seu namorado judeu israelense Etay Bar.
Ayoub fala árabe e hebraico. Ela fala de sua autoidentidade na poesia: “Alguns de vocês dirão que sempre serei filha do árabe e, ao mesmo tempo, aos olhos de outros, sempre serei filha da judia. Portanto, não me diga de repente que não posso ser as duas coisas".